# Протасово (Тамбовская область)
Прота́сово — село в Ржаксинском районе Тамбовской области России. Входит в состав Каменского сельсовета.

## География
Село находится на расстоянии 20 км к западу от посёлка городского типа Ржакса, административного центра района, и 70 км к юго-востоку от города Тамбов, административного центра области.

### Часовой пояс
Село Протасово, как и вся Тамбовская область, находится в часовой зоне МСК (московское время). Смещение применяемого времени относительно UTC составляет +3:00.

## История
До 2010 года село являлось административным центром упразднённого Протасовского сельсовета.

## Население
| 2002 | 2010 |
| ---- | ---- |
| 647  | ↘567 |

### Национальный состав
Согласно результатам переписи 2002 года, в национальной структуре населения русские составляли 96 % из 647 чел.